# الحجفور

تعديل مصدري - تعديل

الحجفور هي إحدى قرى عزلة جعار بمديرية خنفر التابعة لمحافظة أبين، بلغ تعداد سكانها 99 نسمة حسب تعداد اليمن لعام 2004.